# Ota Durynský
Ota Durynský zvaný též Ota Zbraslavský či Otto de Aula Regia (zemřel v březnu 1314) byl cisterciácký mnich, opat Zbraslavského kláštera a jeden z autorů Zbraslavské kroniky.
Ota snad pocházel z Durynska a na Zbraslav přišel jako novic společně se zakládajícím konventem ze Sedlce. Zde dokončil svůj noviciát a po odstoupení opata Konráda byl zvolen opatem. Úřadu se dlouho netěšil, složil jej již po 18 měsících ve funkci ve prospěch navrátivšího se Konráda z Erfurtu. Poté Ota zůstal ve zdech zbraslavského kláštera a věnoval se studiu. Teprve po skonu zakladatele kláštera, krále Václava II., pojal úmysl sepsat k jeho oslavě kroniku, která měla pravděpodobně sloužit k nastolení otázky případného kanonizačního procesu. To je patrně důvod, proč Václavova glorifikace nabývá až legendistického rázu. Je líčen jako panovník zbožný, spravedlivý, silný, udatný, mírotvorný a plnící si vladařské povinnosti tak, že celá země hospodářsky vzkvétala. Ota využil pramenů, které jsou dnes známy (kosmovských), ale i těch, které se časem ztratily (především Kronika o založení kláštera kladrubského), což je pro historiky velmi cenné. Ota uvádí, že jako zdroj využil i vyprávění starších členů kláštera. Pravděpodobný německý původ Otův vedl k tomu, že na rozdíl od jiných kronikářů (Kosmas, Mnich sázavský, Dalimil) hodnotil pozvání německých osadníků do Čech jako velmi prospěšné. Otovi se podařilo dokončit 51 kapitol. Skonal na jaře roku 1314 a v díle pokračoval Petr Žitavský.